# Sédiment archéologique
L’étude d’un site archéologique passe par la compréhension de la mise en place et de l’évolution des sédiments le constituant. Ceux-ci forment une entité tridimensionnelle qu’il est nécessaire de décrire pour comprendre les modalités de sa formation et de son évolution dans le temps.
Pour appréhender ce volume de terrain, des coupes stratigraphiques ou des profils pédologiques sont nécessaires. Ceux-ci doivent être complets du substrat géologique à la terre végétale actuelle. Chaque profil pédologique ou coupe stratigraphique est décrite en proposant un découpage en unités stratigraphiques (ou sédimentaires).